# پل فیتزپاتریک
پل فیتزپاتریک (انگلیسی: Paul Fitzpatrick؛ زادهٔ ۵ اکتبر ۱۹۶۵) بازیکن فوتبال اهل بریتانیا است.
از باشگاه‌هایی که در آن بازی کرده‌است می‌توان به باشگاه فوتبال بیرمنگام سیتی، باشگاه فوتبال بری، باشگاه فوتبال بریستول سیتی، باشگاه فوتبال بولتون واندررز، باشگاه فوتبال ترانمره راورز، باشگاه فوتبال لستر سیتی، باشگاه فوتبال کارلایل یونایتد، باشگاه فوتبال پرستون نورث اند، باشگاه فوتبال نورث‌همپتون تاون، باشگاه فوتبال شنژن، باشگاه فوتبال فارست گرین راورز، باشگاه فوتبال کوربی تاون، باشگاه فوتبال گرزلی، باشگاه فوتبال وورکینگتون ای. اف. سی، و باشگاه فوتبال لیورپول اشاره کرد.